# Вирджилио
Вирджи́лио (итал. Virgilio, ломб. Vergìli) — коммуна в Италии, в регионе Ломбардия, подчиняется административному центру Мантуя.
Население составляет 11 141 человек (2008 г.), плотность населения — 356 чел./км². Занимает площадь 31 км². Почтовый индекс — 46030. Телефонный код — 0376.
В коммуне 8 сентября особо празднуется Рождество Пресвятой Богородицы.

## Демография
Динамика населения:

## Администрация коммуны
- Официальный сайт: http://www.comune.virgilio.mn.it/